# 珀斯生物
珀斯生物（英文：Perth Creature）是指在澳大利亚珀斯被目击到的一种疑似翼龙的神秘动物。1997年12月，一对澳大利亚夫妇在珀斯一座小山处目击到一只疑似翼龙的动物。据报道，神秘动物与目击者相距约250 — 300英尺（76— 91米），其尺寸目测约30 — 50英尺（9-15米），皮肤类似皮革，颜色接近浅红褐色，滑翔运动，目击共持续约5分钟。乔纳森·戴维·惠特科姆（Jonathan David Whitcomb）在著作《Searching for Ropens》（第二版）收录此事件，同时乔纳森表示曾采访过两名目击者并认为目击事件是可信的。